# Europese weg 372
De Europese weg 372 of E372 is een Europese weg die loopt van Warschau in Polen naar Lviv in Oekraïne.

## Algemeen
De Europese weg 372 is een Klasse B-verbindingsweg en verbindt het Poolse Warschau met het Oekraïense Lviv en komt hiermee op een afstand van ongeveer 370 kilometer. De route is door de UNECE als volgt vastgelegd: Warschau - Lublin - Lviv.